# Collex-Bossy
Collex-Bossy – gmina (fr. commune; niem. Gemeinde) w Szwajcarii, w kantonie Genewa.    

## Demografia
W Collex-Bossy mieszka 1 686 osób. W 2020 roku 33,1% populacji gminy stanowiły osoby urodzone poza Szwajcarią.

## Transport
Przez teren gminy przebiega autostrada A1.